# Saint-Martin-de-Saint-Maixent
 Saint-Martin-de-Saint-Maixent  es una población y comuna francesa, situada en la región de Poitou-Charentes, departamento de Deux-Sèvres, en el distrito de Niort y cantón de Saint-Maixent-l'École-2.

## Demografía
| 659 | 647 | 667 | 679 | 780 | 849 |
| Para los censos de 1962 a 1999 la población legal corresponde a la población sin duplicidades (Fuente: INSEE [Consultar]) |     |     |     |     |     |